# مارتون واموش
مارتون واموش (مجاری: Vámos Márton؛ زادهٔ ۲۴ ژوئن ۱۹۹۲) بازیکن واترپلو اهل مجارستان است.
وی در مسابقات کشوری و بین‌المللی در مجموع برندهٔ ۳ مدال طلا، ۵ مدال نقره، ۲ مدال برنز شده‌است.